# Sphaerospira informis
Sphaerospira informis är en snäckart som först beskrevs av Mousson 1869.  Sphaerospira informis ingår i släktet Sphaerospira och familjen Camaenidae. Inga underarter finns listade i Catalogue of Life.